# Соснівка (Хмельницький район)
Сосні́вка (МФА: [soˈsɲiu̯kɐ] ( прослухати))  (раніше Куява, пол. Kujawy) — село в Україні, у Ярмолинецькій селищній громаді Хмельницького району Хмельницької області. Населення становить 556 осіб.

## Історія
Відомі знахідки крем'яних сокир трипільського часу. Черняхівське поселення — на південно-східній околиці Соснівки.
Вперше колишня Куява згадана ще у XV столітті, а вже у XVI столітті тут був зведений дерев'яний храм.
Було дідичством Телефусів, потім Язовських та Русановських, пізніше — трьох братів Товкачов (Товкачів).
Існуюча мурована церква побудована у 1880 році.
У кінці ХІХ століття село мало 800 мешканців, православних та католиків.
Дореволюційна назва села Куява. В Державному архіві Хмельницької області зберігаються такі документи як: «Куявське волосне правління» 1901 року, і документи виконкому Куявської волосної ради 1920—1023 років.
Волості на теренах нинішньої території Хмельниччини формулювались в першій половині ХІХ століття в селах, де жили державні селяни (вільні), але остаточно волості сформувались після скасування кріпосного права у 1861 році.
Куявське волосне правління, с. Куява Кам'янецького повіту Подільської губернії. (дані Державного архіву Хмельницької області за 1901 рік). До складу Куявської волості ще входили селі Савинці, Стара Пісочна, Пісочна Нова, Мудрі Голови, Балакири, Лошківці, Удріївці, Карабчіїв Великий, Карабчіївка Мала, Лисогірка, а також містечко Фрампіль (нині Косогірка).
Під час радянської окупації волості були ліквідовані відповідно до постанови ВУЦВК від 7 березня 1923 року. Були сформовані округи і райони. Село Куява було віднесено до Солобковецького району Кам'янецького округу.

## Символіка

### Герб
Щит чотиридільний, розділений прямим мурованим хрестом, вертикальні рамена золоті, горизонтальні срібні. У першій лазуровій частині золоте сонце, у другій зеленій золота соснова гілка, у третій зеленій срібний листок липи, у четвертій червоній срібні гамаїди. Щит вписаний в золотий декоративний картуш і увінчаний червоною мурованою короною. Унизу картуша напис «СОСНІВКА» і рік «1469».

### Прапор
Квадратне полотнище розділене чотиридільно прямим мурованим хрестом з шириною рамен 1/6 ширини прапора, вертикальні рамена жовті, горизонтальні білі. На синій верхній древковій частині жовте сонце, на зеленій верхній вільній частині жовта соснова гілка, на зеленій нижній древковій частині білий листок липи, на червоній вільній частині білі гамаїди.

### Пояснення символіки
Мурований хрест — символ Хрестовоздвиженської церкви, липовий листок — символ старовинного парку, соснова гілка означає назву села, гамаїди — герб Ярмолинських. На прапорі повторюються кольори і фігури герб

## Пам'ятки
Неподалік від села розташований Куявський парк з маєтком Товкачів, у якому з часів СРСР розміщено Куявський обласний дитячий психоневрологічний санаторій.

## Галерея

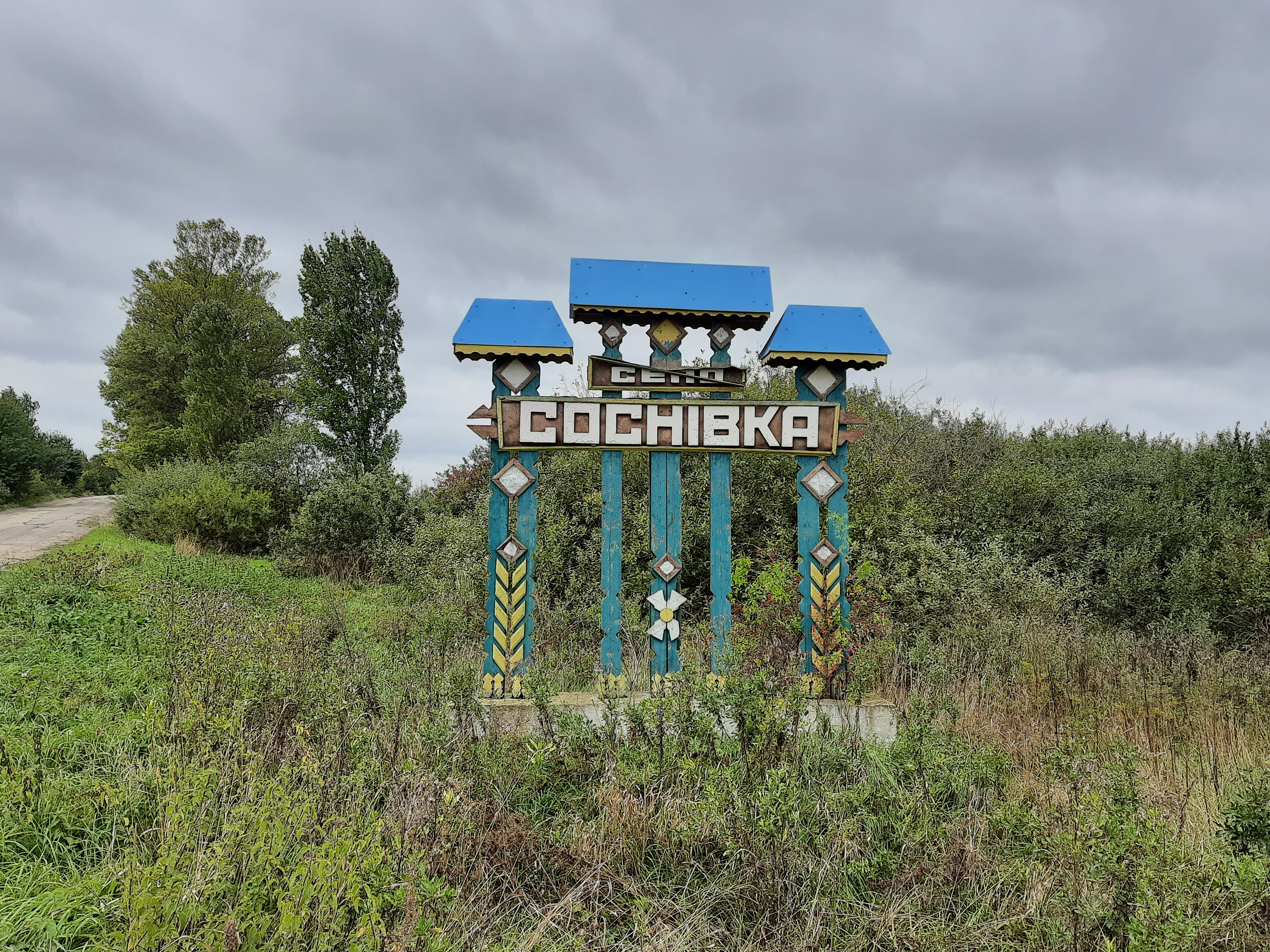
Знак при в'їзді в село
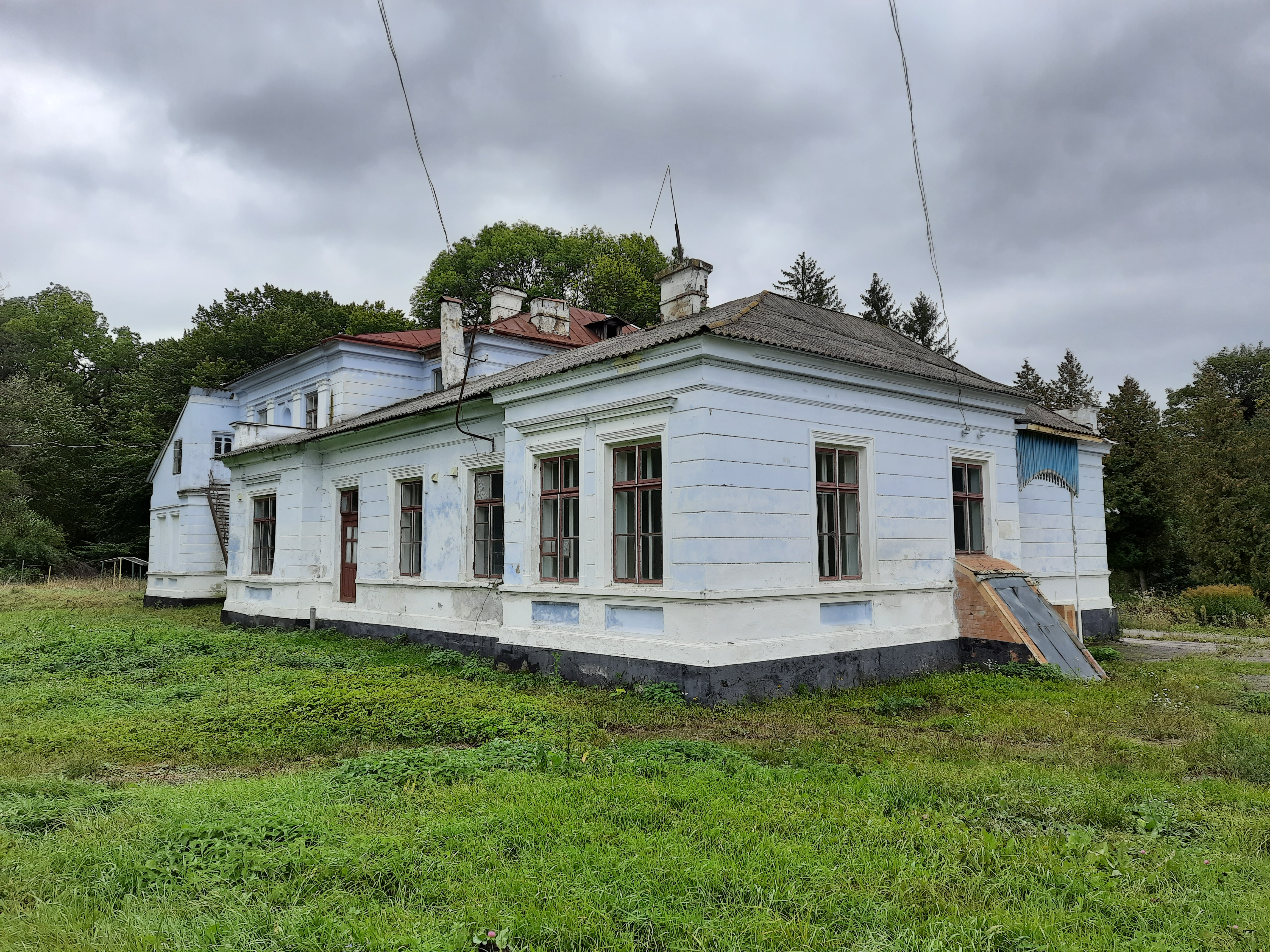
Палац Товкача
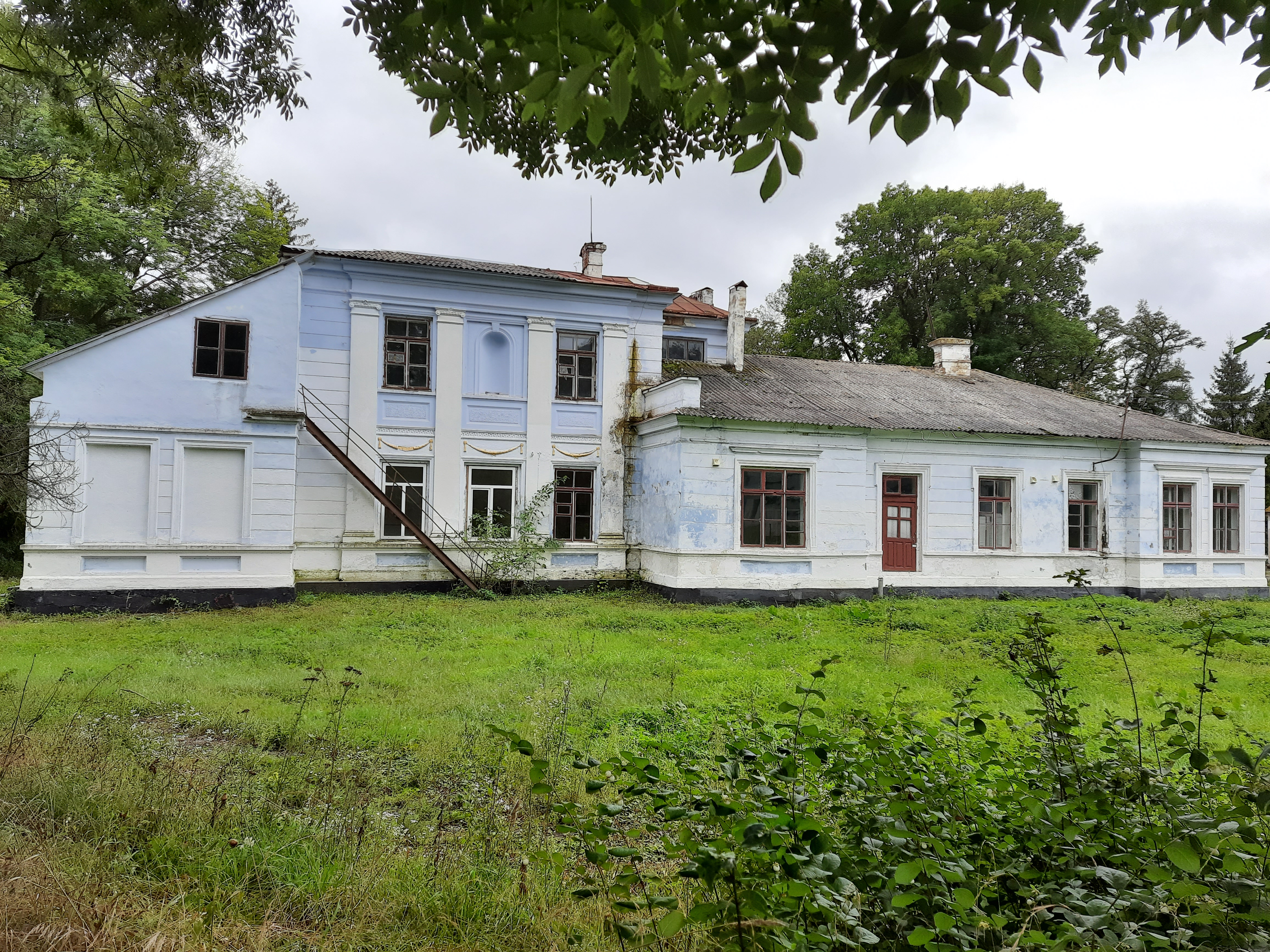
Палац Товкача
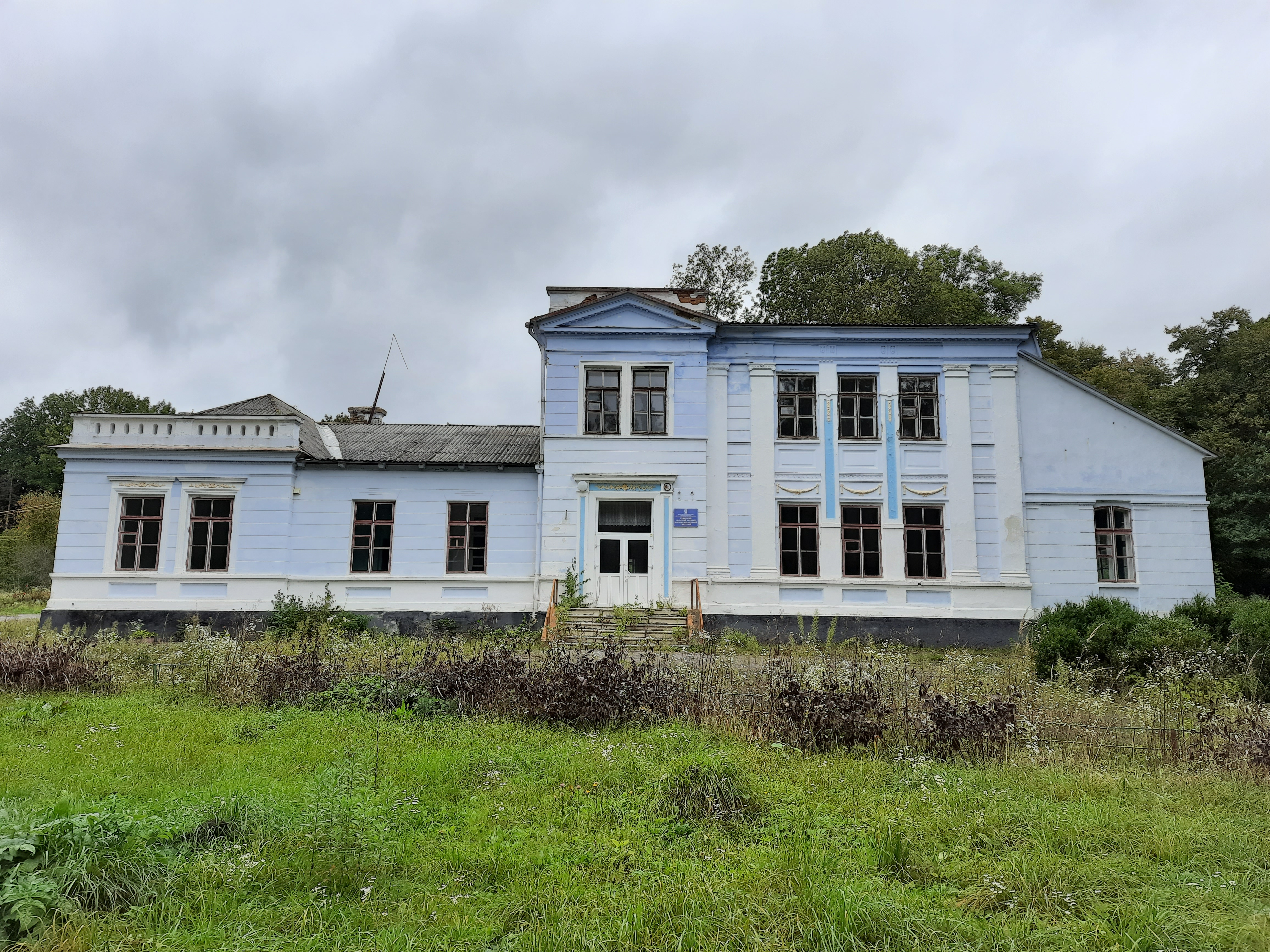
Палац Товкача
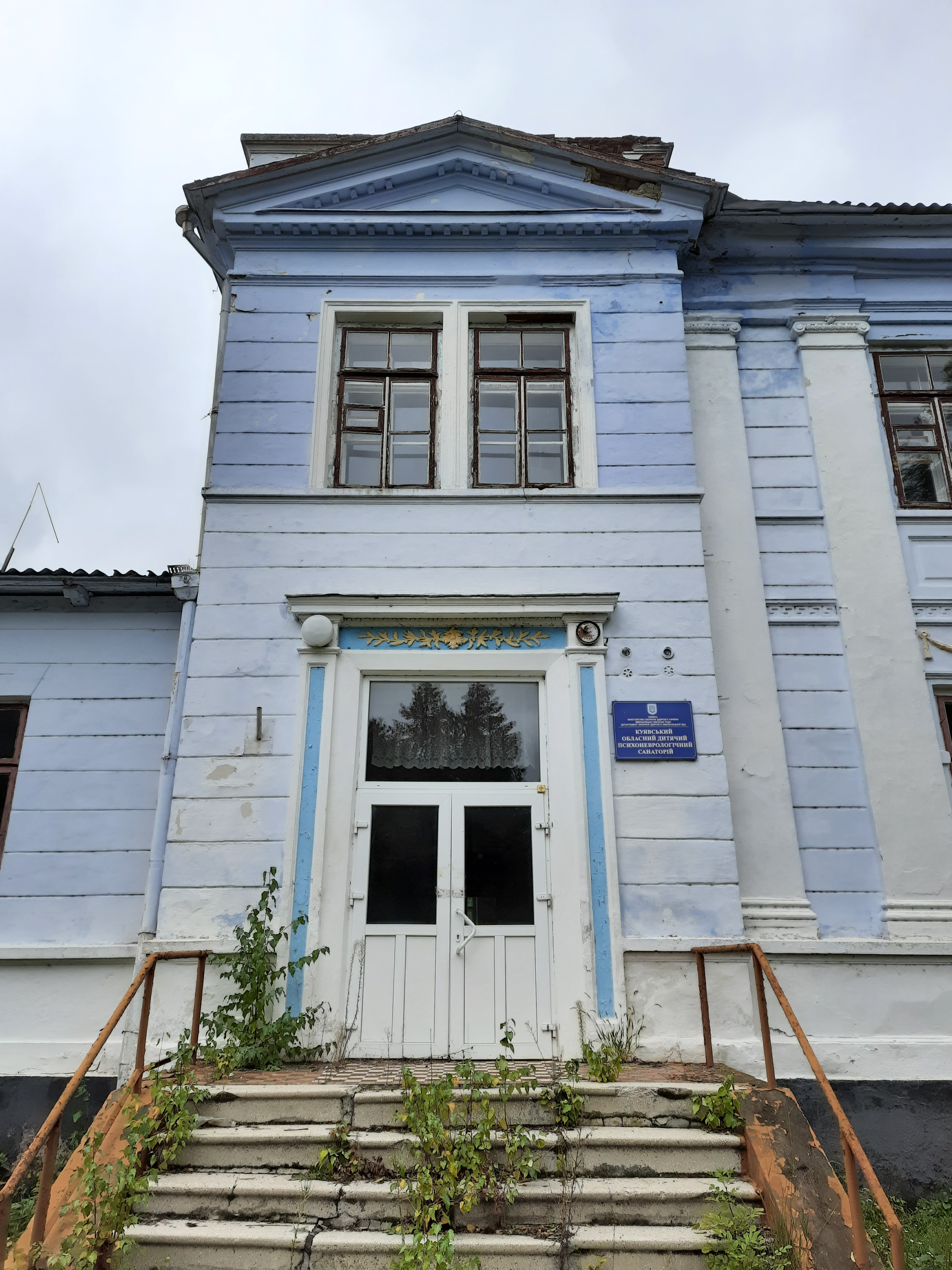
Палац Товкача